# Лиски (Киев)
Лиски́ (укр. Лі́ски) — местность, поселение в Днепровском районе города Киева. Граничит на западе со Старой Дарницей. Простирается вдоль улиц Профсоюзной, Алма-Атинской, Калачёвской и Вильнюсской.

## История
Возникли в начале XX века как хутор. Название происходит от расположенной когда-то неподалёку рощи (леска). В 1940—1950-е годы территория бывшего хутора была распланирована и застроена одноэтажными частными домами. В 1980—1990-е годы появились вкрапления многоэтажных зданий. Тогда сформировалась современная сеть улиц и переулков (15 улиц и переулков), которая почти без изменений сохранилась до нынешнего времени. Местность фактически слилась со Старой Дарницей.
В местности находится грузовая железнодорожная станция Киев-Лиски.